# Hypotheeknemer
Een hypotheeknemer is een geldverstrekker, bijvoorbeeld een bank, die geld uitleent aan een hypotheekgever, bijvoorbeeld een koper van een huis. Tegenover deze geldverstrekking staat dat de hypotheeknemer een hypotheek (eerste recht van verkoop) neemt op het onderpand. De hypotheeknemer is vervolgens hypotheekhouder.
In de volksmond wordt met ‘een hypotheek nemen’ meestal het aangaan van een hypothecaire lening bedoeld: “Ik neem een hypotheek op mijn huis.”